# Speedy Claxton
Craig Elliot "Speedy" Claxton (Hempstead, New York; 8 de mayo de 1978) es un exjugador y actual entrenador estadounidense de baloncesto que disputó 7 temporadas en la NBA. Con 1,80 metros de altura, su posición era la de base.
Desde 2021 es entrenador principal de la Universidad de Hofstra.

## Carrera

### Universidad
Claxton asistió a la Universidad de Hofstra, jugando a las órdenes del entrenador Jay Wright. Lideró a Hofstra al Campeonato America East derrotando a la Universidad de Delaware en la final en el Hofstra Arena. Los Flying Dutchmen llegaron al torneo de la NCAA en 2000, siendo eliminados en primera ronda por los Oklahoma Sooners de Desmond Mason, futuro compañero de Claxton en New Orleans Hornets. 
Claxton jugó cuatro temporadas en Hofstra, promediando 16,9 puntos, 5,5 asistencias, 4,8 rebotes y 2,4 robos de balón en 119 partidos. Se convirtió en el jugador que más asistencias ha repartido en la historia de la universidad, con 660, y más balones ha robado (288), además de finalizar cuarto en anotación (2015). En su año sénior, terminó la temporada noveno en anotación y séptimo en robos en toda la nación.

### NBA
Fue escogido por Philadelphia 76ers en la 20.ª posición del Draft de la NBA de 2000, perdiéndose íntegramente su primera temporada debido a una lesión de rodilla producida durante la pretemporada. Por lo tanto, la 2001-02 fue su campaña rookie, en la que promedió 7,2 puntos, 3 asistencias y 2,4 rebotes por noche. 
En 2002, fue traspasado a San Antonio Spurs, jugando 30 encuentros y promediando 5.8 puntos, además de ganar el anillo cumpliendo como reserva del base Tony Parker. 
Tras una temporada en Texas, firmó un contrato de 3 años a razón de 10 millones de dólares con Golden State Warriors, donde pasó una campaña y media, hasta que fue enviado a New Orleans Hornets con Dale Davis a cambio de Baron Davis. El 7 de enero de 2006 ante Atlanta Hawks registra la mejor anotación de su carrera con 29 puntos. La temporada 2005-06, su única completa con los Warriors, fue la mejor estadísticamente hablando de su carrera, firmando 12,3 puntos y 4,8 asistencias por partido en 71 actuaciones. 
El 12 de julio de 2006 fichó por Atlanta Hawks. Su contrato es de 4 años y aproximadamente 25 millones de dólares. 
El 24 de junio de 2009 fue traspasado a Golden State Warriors junto con Acie Law a cambio de Jamal Crawford. Pero no llegó a disputar ningún encuentro con los Warriors en la 2009-10, lo que supuso su retirada como jugador.

### Entrenador
Durante un tiempo fue ojeador de los Golden State Warriors antes de unirse al cuerpo técnico de la Universidad de Hofstra en 2013.
El 7 de abril de 2021, fue promocionado a entrenador principal de los Hofstra Pride.

## Estadísticas de su carrera en la NBA
|  | Denota temporadas en las que ganó el Campeonato de la NBA |

### Temporada regular
| Año     | Equipo              | PJ  | PT  | MPP  | %TC  | %3P  | %TL  | RPP | APP | ROB | TPP | PPP  |
| ------- | ------------------- | --- | --- | ---- | ---- | ---- | ---- | --- | --- | --- | --- | ---- |
| 2001–02 | Philadelphia        | 67  | 18  | 22.8 | .400 | .121 | .838 | 2.4 | 3.0 | 1.4 | .1  | 7.2  |
| 2002–03 | San Antonio         | 30  | 0   | 15.7 | .462 | .000 | .684 | 1.9 | 2.5 | .7  | .2  | 5.8  |
| 2003–04 | Golden State        | 60  | 29  | 26.6 | .427 | .182 | .813 | 2.6 | 4.5 | 1.6 | .2  | 10.6 |
| 2004–05 | Golden State        | 46  | 44  | 32.6 | .431 | .192 | .761 | 3.3 | 6.2 | 1.9 | .1  | 13.1 |
| 2004–05 | New Orleans         | 16  | 3   | 22.8 | .373 | .111 | .610 | 1.9 | 5.5 | 1.4 | .1  | 6.8  |
| 2005–06 | New Orleans/OK City | 71  | 3   | 28.4 | .413 | .270 | .769 | 2.7 | 4.8 | 1.5 | .1  | 12.3 |
| 2006–07 | Atlanta             | 42  | 31  | 25.1 | .327 | .214 | .550 | 1.9 | 4.4 | 1.7 | .1  | 5.3  |
| 2008–09 | Atlanta             | 2   | 0   | 7.5  | .286 | .000 | .500 | .0  | 1.5 | .0  | .0  | 2.5  |
| Total   | Total               | 334 | 128 | 25.6 | .409 | .193 | .762 | 2.5 | 4.3 | 1.5 | .1  | 9.3  |

### Playoffs
| Año   | Equipo       | PJ | PT | MPP  | %TC  | %3P  | %TL  | RPP | APP | ROB | TPP | PPP |
| ----- | ------------ | -- | -- | ---- | ---- | ---- | ---- | --- | --- | --- | --- | --- |
| 2002  | Philadelphia | 5  | 0  | 9.8  | .333 | .000 | .667 | .2  | 2.8 | 1.0 | .0  | 2.4 |
| 2003  | San Antonio  | 24 | 0  | 13.6 | .438 | .000 | .750 | 1.9 | 1.9 | .7  | .2  | 5.2 |
| 2009  | Atlanta      | 1  | 0  | 3.0  | .000 | .000 | .000 | .0  | .0  | .0  | .0  | .0  |
| Total | Total        | 30 | 0  | 12.6 | .427 | .000 | .740 | 1.5 | 2.0 | .7  | .2  | 4.6 |